# Totte Åkerlund
Erik Totte Åkerlund (ur. 6 listopada 1915 w Sztokholmie, zm. 16 marca 2009 w Sztokholmie) – szwedzki curler. Syn Erika.
Åkerlund czterokrotnie zdobywał tytuł mistrza kraju, miało to miejsce w latach 1947, 1951, 1959 i 1967. Pierwsze mistrzostwa świata rozegrano już w 1959, a Szwecja zadebiutowała w nich w 1962. Będąc trzecim w zespole Boba Woodsa wystąpił na Mistrzostwach Świata 1967. Zespół ze Sztokholmu z 4. wynikiem Round Robin awansował do fazy finałowej. W meczu półfinałowym Szwedzi pokonali Amerykanów (Bruce Roberts) 7:6 i pierwszy raz w historii zakwalifikowali się do finału. Ostatecznie zdobyli srebrne medale przegrywając 5:8 spotkanie przeciwko Szkocji (Chuck Hay).
Był także działaczem curlingowym, w latach 1953–1970 zasiadał w zarządzie Szwedzkiej Federacji Curlingu, dodatkowo pełnił funkcję skarbnika (1954-1956), wiceprezesa (1963-1966) i od 1970 do 1972 prezesa.
Totte działał także w środowisku squasha. Początkowo w jego domu (Villa Åkerlund, obecnie siedziba ambasady Stanów Zjednoczonych) zorganizowano boisko do gry. W 1946 był jednym z założycieli Stockholms Squashklubb, pierwszego szwedzkiego klubu. Brał udział w meczach międzynarodowych m.in. z Anglią i Danią, a także wygrał nieoficjalne mistrzostwa kraju grupy B w 1943. Także do późnej starości uprawiał golf.

## Drużyna
|           | Czwarty          | Trzeci         | Drugi            | Otwierający    |
| --------- | ---------------- | -------------- | ---------------- | -------------- |
| 1966/1967 | Bob Woods        | Totte Åkerlund | Bengt af Kleen   | Ove Söderström |
| 1958/1959 | Per Eric Nilsson | Sven A. Eklund | Totte Åkerlund   | Lars Ryberg    |
| 1946/1951 | Bertel Skiöld    | Totte Åkerlund | Olle Hammarström | Arthur Ballin  |